# Compression gravitationnelle

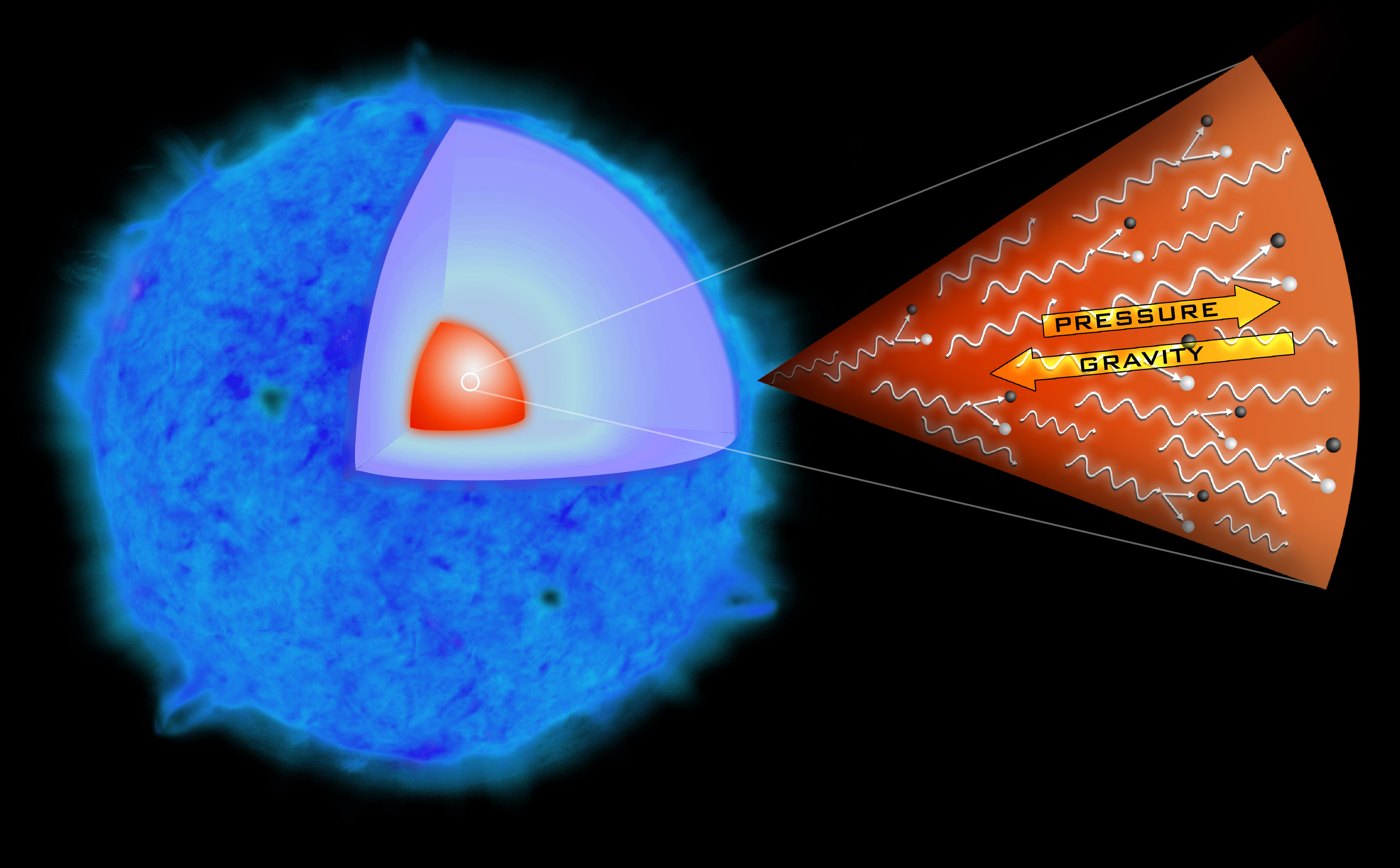
Cette illustration représente le processus agissant sur un corps céleste d'une masse suffisante pour produire une compression de son noyau par gravité, augmentant sa température et devenant ainsi le siège de réactions thermonucléaires.

La compression gravitationnelle est le phénomène dans lequel la gravité, agissant sur la masse d'un objet, compresse celui-ci, réduisant son volume et augmentant sa densité et sa température.
Ainsi, au centre d'une planète ou d'une étoile, la compression gravitationnelle produit de la chaleur par le mécanisme de Kelvin-Helmholtz. Ce mécanisme explique comment, par exemple, de la chaleur continuer d'émaner de Jupiter par sa compression gravitationnelle.

## Évolution stellaire

Différents scénarios d'évolution stellaire.

On réfère plus communément à la compression gravitationnelle dans le domaine de l'évolution stellaire. Ainsi, au niveau de la naissance des étoiles, le Soleil et les autres étoiles de la séquence principale sont produites par l'effondrement gravitationnel d'un nuage moléculaire.
En supposant la masse assez grande, la compression gravitationnelle réduit la grosseur du noyau de l'astre produit, engendrant une augmentation de sa température jusqu'à l'obtention d'un commencement de fusion nucléaire. Les processus de fusion de l'hydrogène vers l'hélium produisent une énergie qui équilibre la pression gravitationnelle vers l’intérieur, stabilisant ainsi l'étoile pour des millions ou des milliards d'années selon sa masse. 
Aucune compression gravitationnelle supplémentaire n'intervient jusqu'au moment où l'hydrogène est presque complètement utilisé, réduisant ainsi la pression thermique de la réaction de fusion  et amenant, dans un premier temps, une nouvelle compression. L'augmentation de densité et de température de cette dernière, conjuguée à l'accumulation d'hélium, entraîne la fusion de l'hélium, ce qui augmente fortement la pression thermique et mène l'étoile au stade de géante rouge.
Une fois terminée la fusion de l'hélium, il y a chute de la pression thermique, ce qui amène la matière à être compressée jusqu'à ce qu'un nouvel équilibre soit atteint. Ce dernier dépend de la masse de l'étoile.

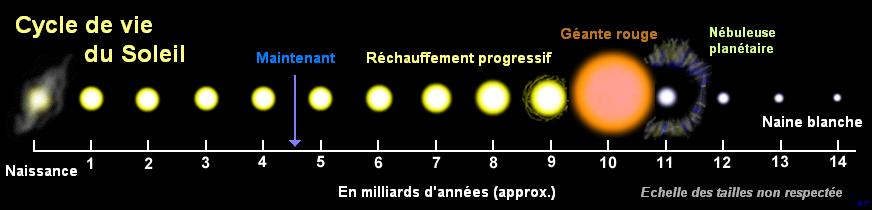
Cycle de vie du Soleil, depuis sa formation, il y a environ 5 milliards d'années, jusqu'à sa transformation finale en naine blanche d'ici environ 5 milliards d'années.

### Cadavres stellaires

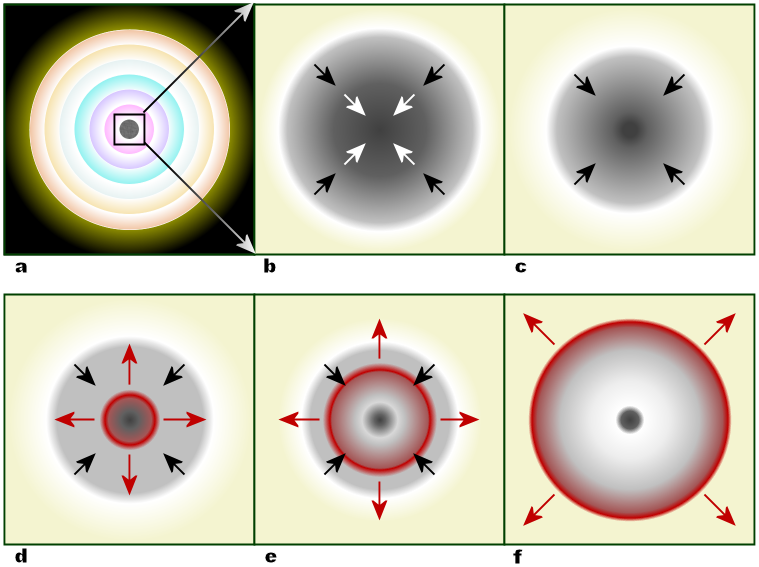
Scénario d'effondrement gravitationnel menant à la formation d'une supernova à effondrement de cœur.

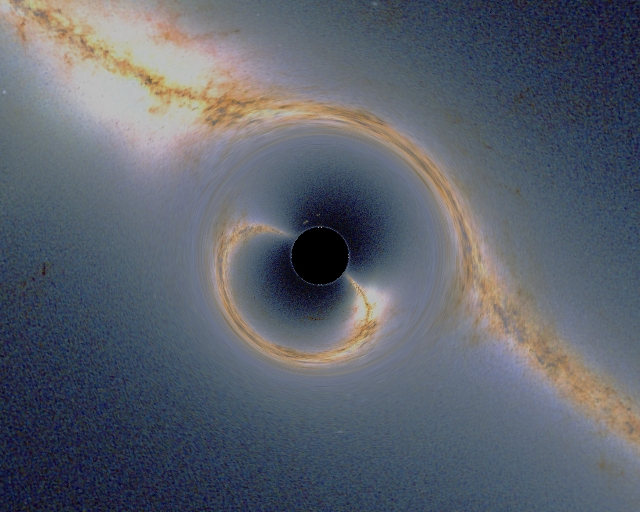
Simulation d'un trou noir de Schwarzschild vu par un observateur fixe avec la Voie lactée en arrière-plan.

Si l'étoile possède une masse semblable à celle du Soleil, les montées de température et de densité sont insuffisantes pour engendrer d'autres processus de fusion nucléaire. Une partie de la matière est éjectée et forme une nébuleuse planétaire, alors que la matière qui reste est compressée jusqu'à ce que la gravité soit compensée par la pression de dégénérescence, ce qui mène à la formation d'une naine blanche.
Les étoiles plus massives que le Soleil évoluent différemment. Elle brûlent leur combustible très rapidement et vivent beaucoup moins longtemps. Après la fusion de l'hélium, elles entament d'autres processus de fusion nucléaire et se rendent jusqu'à la fusion du fer. À ce moment, il n'est plus possible de soutirer de l'énergie par fusion. La pression thermique disparaît et l'étoile s'effondre, menant d'abord à une supernova, qui éjecte une partie de la matière, puis à la compression de la matière restante en une étoile à neutrons ou un trou noir. L'un ou l'autre dépend, encore une fois, de la masse de l'astre.
Si la masse de ce qui reste de l'étoile dépasse la masse de Chandrasekhar, l'effet de compression gravitationnelle sera assez fort pour faire entrer en contact les protons et les électrons des atomes qui forment le noyau de l'étoile (principalement du nickel 56) pour les fusionner en neutrons.
Si la masse résiduelle est plus élevée, le cadavre stellaire prend la forme d'un noyau de fer 56 d'une masse supérieure à la limite d'Oppenheimer-Volkoff, soit environ entre 2,4 et 3,2 masses solaires. Lorsqu’une telle masse est atteinte, même les neutrons ne sont plus en mesure de conserver leur état et rien ne peut équilibrer la compression gravitationnelle. Toute la matière est alors condensée en une singularité gravitationnelle au centre de l'étoile et devient un trou noir.
| Limite de Chandrasekhar | Masse de l'étoile              | Type d'étoile     |
| ----------------------- | ------------------------------ | ----------------- |
| inférieur               | entre 0,8 et 1,4 masse solaire | naine blanche     |
| supérieur               | Entre 2 et 5-6 masses solaires | étoile à neutrons |
| supérieur               | 8 masses solaires              | trou noir         |

## Différenciation planétaire
La compression gravitationnelle mène à la différenciation planétaire.

## Théorème du viriel
Le théorème du viriel est une relation générale qui s'applique à un système de plusieurs corps en interaction. Il peut être utilisé en astrophysique pour expliquer l'équilibre dynamique entre la gravité et les sources internes de fusion de l'étoile.
Tel qu'énoncé à l'origine par Rudolf Clausius, le théorème s'applique à un ensemble stable de particules de masse {\displaystyle m} repérées par leurs positions {\displaystyle {\vec {r}}} et leurs vitesses {\displaystyle {\vec {v}}}, sur lesquelles s'exercent des forces {\displaystyle {\vec {F}}}. Il s'écrit : 
{\displaystyle \sum {\frac {1}{2}}m{\overline {v^{2}}}=-{\frac {1}{2}}\sum {\overline {{\vec {r}}\cdot {\vec {F}}}}}
où la barre de surlignement désigne la moyenne temporelle des quantités correspondantes.